# Mexikos Grand Prix 1965
Mexikos Grand Prix 1965 var det sista av tio lopp ingående i formel 1-VM 1965.  

## Resultat
1. Richie Ginther, Honda, 9 poäng
2. Dan Gurney, Brabham-Climax, 6
3. Mike Spence, Lotus-Climax, 4
4. Jo Siffert, R R C Walker (Brabham-BRM), 3
5. Ronnie Bucknum, Honda, 2
6. Richard Attwood, Reg Parnell (Lotus-BRM), 1
7. Pedro Rodríguez, Ferrari
8. Lorenzo Bandini, Ferrari

### Förare som bröt loppet
- Graham Hill, BRM (varv 56, motor)
- Moisés Solana, Lotus-Climax (varv 55, tändning)
- Joakim Bonnier, R R C Walker (Brabham-Climax) (43, upphängning)
- Jochen Rindt, Cooper-Climax (39, tändning)
- Jack Brabham, Brabham-Climax (38, oljeläcka)
- Jackie Stewart, BRM (35, koppling)
- Bob Bondurant, Reg Parnell (Lotus-BRM) (29, upphängning)
- Bruce McLaren, Cooper-Climax (25, växellåda)
- Jim Clark, Lotus-Climax (8, motor)

### Förare som ej startade
- Ludovico Scarfiotti, Ferrari (Bilen kördes av Pedro Rodríguez)
- Innes Ireland, Reg Parnell (Lotus-BRM) (Avskedades och ersattes av Bob Bondurant)